# Diskriminierung und Verfolgung der Zeugen Jehovas
Organisationen und Einrichtungen, die sich mit Verstößen gegen Menschenrechte befassen, wie zum Beispiel Amnesty International, UNHCR oder die Schweizerische Flüchtlingshilfe, weisen in ihren Berichten darauf hin, dass Zeugen Jehovas wegen der Ausübung ihres Glaubensbekenntnisses in verschiedenen Ländern Diskriminierung und Verfolgung ausgesetzt sind.

## Gegenwart: Situation nach Staaten

### Ägypten
In Ägypten gibt es gemäß dem International Religious Freedom Report 2015 ungefähr 1000 bis 1500 Zeugen Jehovas; die Aktivitäten der Religionsgemeinschaft sind verboten.

### Aserbaidschan
Von 2007 bis 2016 reichten Jehovas Zeugen 22 Beschwerden gegen Aserbaidschan beim Europäischen Gerichtshof für Menschenrechte ein. Grund dafür waren Zensur, Polizeirazzien, Verweigerung freier Religionsausübung, Verweigerung der Registrierung als Religionsgemeinschaft sowie Abschiebung und Verfolgung von Wehrdienstverweigerern aus Gewissensgründen. Seit 2015 wurden vier Beschwerden von Zeugen Jehovas gegen Aserbaidschan wegen Verletzungen des Internationalen Pakts über bürgerliche und politische Rechte erhoben.
Die Venedig-Kommission des Europarats veröffentlichte am 15. Dezember 2014 detaillierte Empfehlungen, wie das aserbaidschanische Gesetz über die Religionsfreiheit geändert werden müsste, damit es mit internationalen Standards der Menschenrechte in Einklang kommen würde.
Das Europäische Parlament verabschiedete am 9. September 2015 einen gemeinsamen Entschließungsantrag zu Aserbaidschan, in dem u. a. die Situation der Versammlungsfreiheit in Baku genannt wurde.

#### Registrierung als Religionsgemeinschaft verweigert
Aufgrund einer Gesetzesänderung mussten die Zeugen Jehovas 2009 einen neuen Antrag auf Registrierung als Religionsgemeinschaft einbringen. Die rechtliche Registrierung ist bis heute noch nicht genehmigt, jedoch hat Aserbaidschan vor Gericht in zwei Fällen die Diskriminierung der Glaubensgemeinschaft eingeräumt, sodass der EGMR zugunsten der Zeugen Jehovas entschieden hat.

#### Gottesdienste behördlich aufgelöst, Gottesdienstbesucher bestraft
Vom 18. bis 25. November 2015 wurden neun Gläubige wegen der Mitwirkung an einem „Gottesdienst ohne entsprechende Genehmigung“ vom Bezirksgericht in Gäncä-Kapaz zu Geldstrafen in Höhe von je 2000 Manat (etwa 1800 €) verurteilt. Ein Gläubiger wurde außerdem wegen „Organisation und Durchführung von Gottesdiensten“ und weil er die Geldstrafe nicht ausreichend bezahlt hätte, zu einer 25-tägigen Haft verurteilt.
Im Januar 2016 lösten Polizisten einen Gottesdienst der Zeugen Jehovas in Mingəçevir auf, konfiszierten Bibeln und brachten alle Gottesdienstbesucher zur Vernehmung aufs Polizeirevier. Die Gläubigen wurden zu Geldstrafen in Höhe von je 845 Euro verurteilt.
Im März 2016 lösten Polizisten die Gedächtnismahlfeier der Zeugen Jehovas in Qax auf, konfiszierten Bibeln und brachten alle Gottesdienstbesucher zur Vernehmung aufs Polizeirevier. Die Gläubigen wurden zu Geldstrafen in Höhe von je 845 Euro verurteilt.

#### Missionsversuche bestraft
Die Geheimpolizei des Ministeriums für Nationale Sicherheit (MNS) in Aserbaidschan inhaftierte am 17. Februar 2015 zwei Frauen mit der Begründung, sie hätten biblische Literatur ohne entsprechende Genehmigung verteilt, in einem Untersuchungsgefängnis der Geheimpolizei. Am 3. Dezember 2015 stellte der UN-Menschenrechtsausschuss einen dringenden Antrag an Aserbaidschan mit der Forderung, die beiden inhaftierten Frauen in den Hausarrest oder eine geeignete Alternative zu entlassen. Grund für diesen Antrag war die Sorge um den sich verschlechternden Gesundheitszustand der betroffenen Personen. Eine der beiden Frauen ist zu 80 % schwerbehindert. Der zuständige Richter Akram Gahramanow am Bezirksgericht Pirallahi in Baku lehnte den Antrag des MRA am 17. Dezember 2015 ab. Eine der beiden Frauen leidet in Haft unter den Folgen von Unterernährung, Schlafentzug und hoher psychischer Belastung. Am 7. Januar 2016 wurde bekannt, dass die UN-Arbeitsgruppe für willkürliche Inhaftierungen Aserbaidschan dazu aufforderte, die Freilassung der beiden Frauen zu erwirken. Diese seien wegen ihrer Religion diskriminiert worden, und es seien internationale Normen für ein faires Gerichtsverfahren nicht eingehalten worden. Am 28. Januar 2016, nach knapp einem Jahr, wurden beide Frauen aus der Freiheitsstrafe entlassen. Die von der UN geforderte Entschädigung für die rechtswidrigen Freiheitsstrafen wurde zunächst ignoriert.
Von Januar bis August 2016 beendeten Polizisten 14 mal die Missionstätigkeit einzelner Zeugen Jehovas in Baku, indem sie sie auf Polizeistationen brachten und dort bedrohten. Ausländern ist ohnehin jede Missionstätigkeit in Aserbaidschan unter Androhung von Haftstrafen von bis zu fünf Jahren gesetzlich untersagt.

#### Wiedergutmachung und Schadenersatz
Am 8. Februar 2017 sprach der Oberste Gerichtshof von Aserbaidschan Frau Sachartschenko und Dschabrailowa von der strafrechtlichen Anklage frei, religiöse Literatur ohne staatliche Genehmigung verteilt zu haben. Das Bezirksgericht Nasimi in Baku sprach den zwei Frauen 9.744 Manat (5.737 US-Dollar) bzw. 8.200 Manat (4.828 US-Dollar) Schadenersatz zu. Eine Berufung des Finanzministeriums Aserbaidschans wurde vom Berufungsgericht in Baku am 20. November 2017 zurückgewiesen. Die Aserbaidschanische Republik würde in ihrer Verfassung die höchstmögliche Billigung der Menschenrechte und Freiheiten erklären und die Pflicht der Gerichte begründen, die Menschenrechte und Freiheiten wiederherzustellen. Am 8. November 2018 habe das Staatliche Komitee für religiöse Vereinigungen der Republik Aserbaidschan Zeugen Jehovas in der Hauptstadt Baku anerkannt – laut einem von Zeugen Jehovas veröffentlichten Artikel.

#### Zensur
Importierte religiöse Literatur muss von Zensurbehörden geprüft und kostenpflichtig mit einer Freigabemarke versehen werden. Stehen den Behörden, wie es 2016 der Fall war, angeblich monatelang keine Marken zur Verfügung, dürfen Zeugen Jehovas die importierte Literatur nicht verbreiten.

#### Haftstrafen für Kriegsdienstverweigerer aus Gewissensgründen
Aserbaidschan hat bisher keine Möglichkeit für Kriegsdienstverweigerer aus Gewissensgründen geschaffen, Zivildienst zu leisten. Seit 2010 wurden drei Zeugen Jehovas wegen Kriegsdienstverweigerung zu Haftstrafen von neun bis zwölf Monaten verurteilt.

### Eritrea
Unter strenger Überwachung seitens der Regierung dürfen sich einige wenige Religionsgemeinschaften in Eritrea religiös betätigen. Dazu zählen die eritreisch-orthodoxe, die katholische, die evangelisch-lutherische Kirche und der sunnitische Islam sowie eine jüdische Gemeinde, die nicht offiziell anerkannt ist. Alle anderen Religionsgemeinschaften, unter anderem die Zeugen Jehovas, wurden 2002 einer Registrierungspflicht unterstellt, was einem absoluten Betätigungsverbot gleichkommt.
Einige der betroffenen Religionsgemeinschaften haben erfolglos eine Zulassung beantragt. Die Zeugen Jehovas wurden bisher für eine staatliche Registrierung nicht zugelassen. Dies hat zur Folge, dass sie ihre Gottesdienste nicht abhalten dürfen und die Teilnehmer bei privaten Treffen, Hochzeiten, Gebetsrunden etc. jederzeit durch Sicherheitskräfte für unbestimmte Zeit unter Missachtung rechtsstaatlicher Grundsätze, zum Teil für Monate oder Jahre, ohne Anklage oder reguläres Gerichtsverfahren in Haft genommen werden. Bereits 1993 wurden die Zeugen Jehovas wegen ihrer Weigerung, an einem Referendum und dem Wehrdienst teilzunehmen, als erste Religionsgemeinschaft von der Regierung Eritreas kollektiv verfolgt. 1994 wurden sie durch ein Präsidialdekret aus der nationalen Gemeinschaft ausgeschlossen. Das führte Mitte der 1990er Jahre dazu, dass Zeugen Jehovas keine staatlichen Dienstleistungen mehr erhalten und sie das Ziel einer umfassenden Ausgrenzungs- und Verfolgungskampagne wurden. Wie das UNHCR feststellte, werden durch die eritreische Regierung Zeugen Jehovas nicht mehr als Staatsbürger angesehen, sondern gelten als legale Zielscheiben. Dies führt unter anderem zu einer sozialen Diskriminierung, indem Zeugen Jehovas häufig schikaniert, diskriminiert, belästigt und bei Behörden denunziert werden. Dazu gehört, dass sie nicht in den Staatsdienst aufgenommen werden oder aus ihm entlassen wurden, keine staatlichen Wohnungen erhalten oder sie aufgeben mussten, die Kinder von Zeugen Jehovas keine staatlichen Schulen besuchen dürfen, Lizenzen zum Betreiben eines Geschäfts entzogen wurden, Identitätskarten und Reisedokumente eingezogen wurden oder nicht verlängert werden. Das hat zur Folge, dass Zeugen Jehovas kein Land kaufen können, ihre Heirat auf staatlicher Seite nicht legalisieren können und durch die fehlenden Ausweispapiere jederzeit festgenommen und inhaftiert werden können.
Aufgrund ihrer religiösen Ausrichtung, den Dienst an der Waffe zu verweigern, werden ihre staatsbürgerlichen Rechte weiter beschnitten. Zeugen Jehovas bieten der eritreischen Regierung hingegen an, einen Ersatzdienst ohne Waffe zu leisten. Dies wird, da es keine Alternative zum nationalen Wehrdienst gibt, nicht gewährt. Obwohl Mitglieder anderer Religionsgemeinschaften ebenfalls den Wehrdienst verweigern und auch diese verhaftet werden, ist die Bestrafung der Zeugen Jehovas umfassender, da ihnen dabei staatsbürgerliche Rechte entzogen werden. Unter anderem ist die Strafe für Wehrdienstverweigerung in Eritrea auf maximal 2 Jahre beschränkt. Einige Zeugen Jehovas sind seit mehr als 15 Jahren inhaftiert und wurden zum Teil in Militärgefängnisse verschleppt, ohne dass sie durch ein reguläres Gerichtsverfahren verurteilt wurden. Laut dem Bericht der United States Commission on International Religious Freedom (USCIRF) im April 2010 sind etwa ein Drittel der wegen Wehrdienstverweigerung inhaftierten Zeugen Jehovas über 60 Jahre alt. Das lässt die Schlussfolgerung zu, dass sie aus religiösen Gründen inhaftiert wurden.
Des Weiteren ist es Zeugen Jehovas in Eritrea nicht möglich, eine höhere Ausbildung zu absolvieren, da Schüler ihr letztes Schuljahr im Sawa Military Training Camp ableisten müssen. Wie das United States Department of State in seinem Bericht zur internationalen Religionsfreiheit 2010 festhielt, sind wirtschaftliche Schwierigkeiten und Probleme bei der Arbeitssuche damit absehbar.
Seit dem Jahr 2008 ist eine systematische und intensivere Repression der eritreischen Regierung gegen Zeugen Jehovas zu beobachten. So werden in Razzien z. B. langjährige Mitglieder der Religionsgemeinschaft gesucht und verhaftet. Vielen Verhafteten wird dabei der Grund ihrer Verhaftung nicht mitgeteilt, was vor 2008 meistens der Fall war. Laut dem US Department of State sind im Jahr 2009 zudem Ehefrauen und Töchter von bereits inhaftierten Zeugen Jehovas verhaftet worden. Teilweise waren ganze Familien von Zeugen Jehovas inhaftiert. Dabei wird auch von Zwangsarbeit, Misshandlungen und der Anwendung von Folter berichtet, um Druck auszuüben und ihren Glauben aufzugeben. So wurde gemäß der Schweizerischen Flüchtlingshilfe Zeugen Jehovas die Zusicherung der Freilassung gegeben, sofern sie ein Dokument unterschreiben, mit welchem sie ihren Glauben widerrufen.

### Georgien
Zwar ist die Religionsfreiheit in Georgien durch die georgische Verfassung gewährt, allerdings wird die „besondere Rolle“ der georgisch-orthodoxen Kirche als notwendiges Fundament für die Einheit des Landes festgeschrieben. Die rechtliche Verankerung des Status anderer Religionsgemeinschaften ist bislang ausgeblieben, was dazu führt, dass Religionsgemeinschaften dem Privatrecht unterliegen und unter anderem auf Hilfsleistungen Steuern zahlen müssen. Von dieser mangelnden Rechtssicherheit sind neben allen anderen Religionsgemeinschaften, die zum Teil als wohltätige Organisation registriert sind, die Zeugen Jehovas besonders betroffen. Das oberste Gericht Georgiens entzog den Zeugen Jehovas im Februar 2010 in letzter Instanz die Rechtsfähigkeit.
Besonders seitens der georgisch-orthodoxen Kirche wird freikirchlichen Religionsgemeinschaften wie den Zeugen Jehovas eine ausgeprägte Abneigung entgegengebracht. Auch Politiker und Medienvertreter sind solchen Religionsgemeinschaften gegenüber negativ eingestellt. Dies führt dazu, dass Mitglieder freikirchlicher Religionsgemeinschaften von Priestern der georgisch-orthodoxen Kirche bedroht werden, es in einigen Städten keine Möglichkeit gibt, von den zuständigen Behörden Säle für Gottesdienste und Gemeindeversammlungen zu mieten, und es wiederholt zu massiven und gewalttätigen Übergriffen kam. Unter anderem wurde von Fällen berichtet, bei denen die Polizei die Abhaltung von Gottesdiensten der Zeugen Jehovas verhinderte oder bei gewalttätigen Übergriffen von radikalen Anhängern der georgisch-orthodoxen Kirche tatenlos zuschaute, sich weigerte einzugreifen und mitunter diese Übergriffe sogar unterstützte. Bei solchen Übergriffen wurden Zeugen Jehovas z. B. mit eisernen Kreuzen geschlagen, einige Zeugen Jehovas mussten daraufhin in einem Krankenhaus behandelt werden.

### Indien
Zeugen Jehovas in Indien wurden im Jahre 2013 und in den Vorjahren mehrfach von einem Mob (vorwiegend Hindus) angegriffen. In vielen Fällen, in denen Zeugen Jehovas bei der Polizei Schutz suchten, blieb diese untätig bzw. verhängte daraufhin in einzelnen Fällen sogar Gefängnisstrafen gegen die Angegriffenen. Die radikale hinduistische Organisation Rashtriya Swayamsevak Sangh (RSS) forderte alle Christen im Land auf, Hindus zu werden oder das Land zu verlassen. In Indien werden außer den Zeugen Jehovas viele andere Christen angegriffen und verfolgt. Dies geschieht vor allem im Norden Indiens.

### Russische Föderation
Seit Sommer 2009 werden Zeugen Jehovas in Russland durch staatliche Stellen mit verschiedenen Überprüfungsverfahren gemäß dem Anti-Extremismus-Gesetz konfrontiert. In diesen verschiedenen Gerichtsverfahren wurden bis zu 34 Schriften der Zeugen Jehovas als extremistisch eingestuft, was vom Obersten Gericht Russlands am 8. Dezember 2009 bestätigt wurde. Daraufhin erhoben die Zeugen Jehovas Klage vor dem Europäischen Gerichtshof für Menschenrechte, der die Urteile der russischen Gerichte am 10. Juni 2010 als unrechtmäßig erklärte. Außerdem wurde die Auflösung der Rechtskörperschaft der Zeugen Jehovas in Moskau im Jahre 2004 für rechtswidrig erklärt und es wurden alle Anschuldigungen der Russischen Föderation gegen Zeugen Jehovas abgewiesen. Außerdem wurde den Zeugen Jehovas vom EGMR das Recht auf freie Ausübung der Religionstätigkeit innerhalb der Russischen Föderation bestätigt. Als weitere Folge des Urteils muss den Zeugen Jehovas innerhalb der Russischen Föderation die Registrierung als religiöse Organisation ermöglicht werden, was seit 1999 vom Moskauer Justizministerium verhindert wurde. Im weiteren Verlauf beantragte die Russische Föderation am 9. September die Verweisung an die Große Kammer des Europäischen Gerichtshofs, was vom Ausschuss der Großen Kammer am 13. Dezember abgelehnt wurde und somit das Urteil des EGMR vom 10. Juni 2010 als rechtskräftig bestätigte.
Am 15. März 2017 reichte das russische Justizministerium beim Obersten Gericht der Russischen Föderation einen Antrag ein, die Religionsgemeinschaft und das Verwaltungszentrum der Zeugen Jehovas als extremistisch einzustufen, ihre Tätigkeit zu verbieten und sie aufzulösen. Dem kam jenes am 20. April 2017 nach, indem die Gemeinschaft als extremistische Organisation eingestuft, verboten und der Besitz aller Regionalverbände beschlagnahmt wurde.
Das Bezirksgericht Sestrorezk entschied am 7. Dezember 2017, die vor 17 Jahren erfolgte Übertragung der als Verwaltungssitz der Zeugen Jehovas in Russland genutzten Immobilie an die US-amerikanische Watchtower Bible and Tract Society of Pennsylvania für ungültig zu erklären. Damit wäre die Beschlagnahme des Eigentums durch Russland legalisiert. Gegen den Beschluss sind Rechtsmittel mit 30-tägiger Frist möglich.
Am 17. August 2017 erklärte das Stadtgericht Wyborg die russischsprachige Neue-Welt-Übersetzung der Heiligen Schrift für extremistisch. Im Dezember 2017 fand dazu eine Berufungsverhandlung vor einem Gericht in St. Petersburg statt.
Am 20. April 2018 urteilte das Oberste Gericht in Russland gegen Zeugen Jehovas. Seitdem steht die Aktivität von Zeugen Jehovas unter Strafe, viele Gebäude wurden enteignet und landesweit Zeugen Jehovas verhört und in Untersuchungshaft gestellt.

### Syrien
In Syrien ist die Religionsgemeinschaft der Zeugen Jehovas seit 1964 verboten. Ihr religiöses Bekenntnis im privaten Rahmen auszuleben ist möglich, sofern dies nicht die Aufmerksamkeit der Regierung auf sich zieht. Aufgrund des Verbots der Religionsgemeinschaft kommt es des Öfteren bei der Arbeitssuche zu Diskriminierungen von Zeugen Jehovas.

### Turkmenistan
In Turkmenistan werden Angehörige der Zeugen Jehovas systematisch von der Polizei verhaftet und gefoltert. Auch werden sie an der Ausreise gehindert, indem ihnen kein Visum ausgestellt wird oder sie an der Grenze festgehalten werden. Viele Verfahren wegen Kriegsdienstverweigerung führen zu langen Haftstrafen und Zwangsdiensten, obwohl Turkmenistan in internationalen Abkommen (zBsp OSZE) das Recht auf Kriegsdienstverweigerung ratifiziert hat. In der 104. Sitzung des Menschenrechtsausschusses der Vereinten Nationen am 15. und 16. März 2012 wurde die Menschenrechtslage in Turkmenistan diskutiert. Es wurde festgestellt, dass es in Turkmenistan: "eine zunehmende Zahl von Berichten über Folter und Misshandlung in Haftanstalten (gibt), in denen diese häufig zur Erpressung von Geständnissen von Angeklagten eingesetzt werden". Das UN-Komitee erklärte, dass Turkmenistan alle notwendigen Maßnahmen ergreifen sollte, um die Gesetzgebung so zu ändern, dass es eine Alternative zum Militärdienst gibt. Des Weiteren sollte klar definiert werden, dass Personen das Recht zur Kriegsdienstverweigerung haben. Verfolgungen von Personen, die aus Gewissensgründen den Militärdienst verweigern, sollten eingestellt und inhaftierte Personen freigelassen werden.
Es folgt eine Aufzählung polizeilicher Übergriffe und staatlicher Verstöße gegen die in der turkmenischen Verfassung garantierte Religionsfreiheit aus den Jahren 2007 bis 2016:
- Am 9. Oktober 2007 wurden drei von fünf Zeugen Jehovas, die wegen Kriegsdienstverweigerung verurteilt worden waren, vom amtierenden Regierungschef Turkmenistans, Gurbanguly Berdimuhamedow, begnadigt. Diese Personen verbüßten Bewährungsstrafen, teilweise unter der Auflage von Zwangsdienst. Die Begnadigung erfolgte im Rahmen einer Amnestie für fast 9000 Gefangene, etwa 10 Monate nach dem Amtsantritt Berdimuhamedows, der Vorgänger hatte 15 Jahre lang diktatorisch über Turkmenistan geherrscht.[35][36]
- Am 7. Dezember 2009 wurde ein Zeuge Jehovas durch das Stadtgericht in Daşoguz zu zwei Jahren Arbeitslager verurteilt.[37][38]
- Im Jahr 2010 wurden drei weitere Zeugen Jehovas wegen Kriegsdienstverweigerung zu Freiheitsstrafen verurteilt.[39][40]
- Am 25. April 2012 wurde ein 19-jähriger Zeuge Jehovas angeklagt und zu 18 Monaten Haft verurteilt.[41][42]
- Am 24. Januar 2013 geschahen massive Übergriffe gegen Jehovas Zeugen durch Polizeikräfte der Stadt Daşoguz durch körperliche Misshandlung, Folter, Androhung der Tötung und Androhen der Vergewaltigung. Über 30 Polizeibeamte drangen in das Haus eines Ehepaares ein und durchsuchten dieses. Die Polizeibeamten wollten ihre Opfer unter Folter dazu zwingen, deren Beschwerden beim UN-Menschenrechtskomitee zurückzuziehen. Diese Beschwerden wurden erst kurze Zeit vorher, am 7. Dezember 2012, an die turkmenische Regierung zur Stellungnahme überstellt (UN reference G/SO 215/51 TKM (10)-(19)). Am Morgen des 26. Januar 2013, direkt nach den Folterhandlungen, brachte die Polizei drei Männer und den Ehemann des verheirateten Paares in das Gericht der Stadt Dashoguz und verurteilte diese zu Geldstrafen. Die Männer hätten „an einer Handlung der religiösen Gruppe der Zeugen Jehovas teilgenommen, die nicht offiziell vom turkmenischen Justizministerium registriert ist“.[43][44]
- Bereits im Dezember 2012 wurden zwei Kriegsdienstverweigerer, Angehörige der Zeugen Jehovas, zum zweiten Mal für dieselbe Sache verurteilt, zu weiteren 2 Jahren Haft. Dies geschah in der Stadt Daşoguz.[45][46] Ende 2012 Anfang 2013 wurden erneut zwei Kriegsdienstverweigerer zu 12 bzw. 18 Monaten Haft verurteilt. Einer davon war zunächst Anfang 2012 aus gesundheitlichen Gründen zurückgestellt worden. Alle vier Personen wurden nach Artikel 219 Absatz 1 des Strafgesetzbuches in Turkmenistan verurteilt, der die Verweigerung des Dienstes in den bewaffneten Streitkräften in Friedenszeiten mit bis zu zwei Jahren Haft belegt. Einer der vier richtete am 3. September 2012 eine Beschwerde an den UN-Menschenrechtsausschuss, wo zu diesem Zeitpunkt bereits zehn weitere Beschwerden von Kriegsdienstverweigerern, welche Zeugen Jehovas sind, vorlagen. Innerhalb der Beschwerden ist von dem Arbeitslager in Seydi die Rede, dass dort Kriegsdienstverweigerer regelmäßig in einer Arrestzelle inhaftiert und andere brutal geschlagen wurden.[45]
- Im März 2013 befanden sich insgesamt neun Kriegsdienstverweigerer, die auch Zeugen Jehovas sind, in Haft. Acht der Personen kommen aus der Region Dashoguz. Vier weitere verbüßten Bewährungsstrafen. Ein weiterer Zeuge Jehovas aus der Hauptstadt Aşgabat wurde im Januar 2013 zu einer Geldstrafe verurteilt. Hinzu kommt, dass einer der Inhaftierten und dessen Familie unter Überwachung der Geheimpolizei des Ministeriums für Staatssicherheit gestanden haben soll. Statt die von der turkmenischen Verfassung garantierte Gewissensfreiheit durchzusetzen, wies das Bezirksgericht in Dashoguz die Berufung in einem der Verfahren zurück.[47][48][49]
- Am 26. Februar 2014 wurde ein weiterer Zeuge Jehovas wegen Kriegsdienstverweigerung zu einer Freiheitsstrafe verurteilt. Diesmal durch das Bezirksgericht Ruchabad in Aşgabat.[50][51][52]
- Am 22. Oktober 2014 erließ der turkmenische Präsident Gurbanguly Berdimuhamedow eine Amnestie. Hierbei wurden acht von neun zu diesem Zeitpunkt inhaftierten Zeugen Jehovas aus der Haft entlassen. Sechs der Entlassenen waren wegen ihrer Kriegsdienstverweigerung inhaftiert worden, zwei wegen Anklagen aufgrund ihrer religiösen Aktivitäten. Jedoch verblieb einer der inhaftierten Zeugen Jehovas weiterhin in Haft. Da dieser erst wenige Wochen vor der Amnestie am 22. Oktober 2014 verurteilt wurde, konnte er nicht berücksichtigt werden.[53][54]
- Am 6. Februar 2015 nahm die Polizei vier Zeugen Jehovas fest, weil sie religiöse Literatur besaßen. Ihnen wurde „Rowdytum in geringfügiger Form“ zur Last gelegt. Drei von ihnen, darunter eine Frau, wurden von Beamten des Ministeriums für Staatssicherheit geschlagen. Ein männlicher Geläubiger wurde so brutal geschlagen, dass er mehrmals das Bewusstsein verlor. Die Gläubigen wurden zu einer Geldstrafe, einer 30-tägigen Freiheitsstrafe und zwei zu jeweils 45 Tagen Haft verurteilt, obwohl das turkmenische Verwaltungsgesetz lediglich eine 15-tägige Freiheitsstrafe wegen „Rowdytum in geringfügiger Form“ vorsieht. Die vier Zeugen Jehovas haben daraufhin Beschwerde bei der Präsidialverwaltung und der Generalstaatsanwaltschaft in Aşgabat eingereicht. Wenige Tage später wurden Hausdurchsuchungen bei Jehovas Zeugen durchgeführt, um „illegale“ religiöse Literatur zu finden. Es wurden Veröffentlichungen der Wachtturmgesellschaft beschlagnahmt und strafrechtliche Konsequenzen angedroht.
- Ein weiterer Zeuge Jehovas wurde wegen „illegaler religiöser Aktivitäten“ zu dreimal 15 Tagen Haft verurteilt. Während seiner Inhaftierung sei er von turkmenischen Beamten wiederholt geschlagen worden, weil er sich weigerte, gegen seinen Glaubensbruder Bahram Hemdemow auszusagen.
- Am 19. Mai 2015 wurde ein weiteres Urteil gesprochen. Ein 52-jähriger wurde wegen seiner Religionsausübung durch Richter Gotschmurat Tscharjew vom Regionalgericht Lebap zu einer 4-jährigen Freiheitsstrafe verurteilt. Er soll „religiösen Hass geschürt“ haben. Am 10. Juni 2015 wurde er von Türkmenabat in das Arbeitslager Seydi gebracht. Er wurde in Isolierhaft gehalten und daran gehindert, Rechtsmittel einzulegen. Er muss in Seydi zwangsarbeit leisten, zudem werde er unter Druck gesetzt zu gestehen. Seine Frau hatte eine Beschwerde beim Obersten Gericht Turkmenistans eingelegt, worauf hin er, aus Rache, brutal geschlagen worden sei. Anfang August 2015 reichte Herr Hemdemows Anwalt eine Aufsichtsbeschwerde ein. Diese wurde vom Obersten Gericht am 25. August 2015 mit der Begründung zurückgewiesen, Herr Hemdemow „verbreitet die Glaubensansichten von Jehovas Zeugen“. Voraus ging dieser Verurteilung eine Polizeirazzia eines Gottesdienstes in den privaten Räumen des Verurteilten. Es wurden private Gegenstände beschlagnahmt, der Verurteilte wurde verhört und hierbei körperlich misshandelt. Zudem wurden am Bezirksgericht Serdarabat 30 der bei dem Gottesdienst anwesenden Gläubigen zu Geldstrafen verurteilt, 8 Gläubige zu einer 15-tägigen Freiheitsstrafe, einer zu zwei 15-tägigen Freiheitsstrafen, einer wurde körperlich misshandelt und mit Folter bedroht.[55]
- Am 15. Februar 2016 geben Jehovas Zeugen auf ihrer Internetseite bekannt, dass ein 52-jähriger Gläubiger mit Urteil vom 19. Mai 2015 durch Richter Gotschmurat Tscharjew vom Regionalgericht Lebap seit einem Jahr unrechtmäßig in Haft sei.[56]

### Usbekistan
Laut dem Sonderberichterstatter für Religions- und Weltanschauungsfreiheit des UN-Menschenrechtsrates Heiner Bielefeldt zählen in Usbekistan die Zeugen Jehovas, neben anderen christlichen Religionsgemeinschaften, zu den am meisten verfolgten Gruppen.

## Geschichte: Situation nach Staaten

### Armenien
Durch die armenische Verfassung wird die Religionsfreiheit auch von konfessionellen Minderheiten garantiert. Die religiösen Gemeinschaften unterliegen dabei einer Registrierungspflicht bei den armenischen Behörden. Durch diese Registrierung stehen sie unter staatlicher Kontrolle, was eine Einschränkung ihrer Tätigkeit bedeutet. Insbesondere die Zeugen Jehovas haben, ebenso wie andere kleinere Religionsgemeinschaften, in Armenien unter Diskriminierung zu leiden. So wurden sie erst 2004 nach mehreren Ablehnungen als Religionsgemeinschaft anerkannt. Teilweise wird von den armenischen Behörden der Umstand ignoriert, dass Zeugen Jehovas ein bevorzugtes Angriffsziel von Anhängern und Vertretern der Armenisch-Apostolischen Kirche sind. Entsprechende polizeiliche Ermittlungen gegen die Urheber solcher Angriffe verlaufen schleppend oder werden gar nicht durchgeführt. Trotz der Zusage der armenischen Regierung, eine Alternative zum militärischen Dienst einzuführen, stehen nach wie vor keine angemessenen zivilen Alternativen bereit, die nicht unter der Verwaltung des Militärs stehen. Ferner lehnen es die armenischen Behörden teilweise ab, die vollständige Verbüßung der Freiheitsstrafe wegen Wehrdienstverweigerung zu bescheinigen, was zu Problemen bei der Erlangung weiterer wichtiger Dokumente wie Reisepässe und Aufenthaltsgenehmigungen führt.
Unter anderem wegen ihrer ablehnenden Haltung gegenüber dem Wehrdienst geraten Zeugen Jehovas in den Fokus armenischer Behörden. Da in Armenien Wehrpflicht herrscht, wurden z. B. im Jahre 2003 mindestens 27 Angehörige der Zeugen Jehovas wegen Wehrdienstverweigerung zu einer Freiheitsstrafe zwischen einem und zwei Jahren verurteilt. Im Jahr 2009 waren insgesamt 71 Zeugen Jehovas zu Freiheitsstrafen zwischen 24 und 36 Monaten verurteilt.
Am 12. November 2013 entließ Armenien die letzten 14 Zeugen Jehovas aus der Haft, die noch wegen Wehrdienstverweigerung im Gefängnis saßen. Seit dem 8. Oktober 2013 sind also insgesamt 28 Zeugen Jehovas, die den Wehrdienst aus Gewissensgründen verweigert hatten, aus dem Gefängnis freigekommen. Damit zeichnet sich ein Wandel in Armeniens Haltung ab. Bislang wurde dort das Recht auf Wehrdienstverweigerung nicht anerkannt, was in den vergangenen zwei Jahrzehnten dazu geführt hat, dass über 450 junge Zeugen Jehovas ins Gefängnis kamen. Nun ist in Armenien zum ersten Mal seit 2003 kein Zeuge Jehovas mehr wegen Wehrdienstverweigerung aus Gewissensgründen inhaftiert.
Bereits am 8./9. Oktober entließ Armenien 8 Zeugen Jehovas aus der Haft, nachdem die Freiheitsstrafen im Zuge eines Straferlasses um 6 Monate verkürzt wurden. Die ersten, denen die Gesetzesnovelle vom 8. Juni 2013 zugutekam, waren 6 Zeugen Jehovas, die am 24. Oktober auf freien Fuß gesetzt wurden. Durch diese Neuerung im Zivildienstgesetz Armeniens steht Wehrdienstverweigerern statt der Haft nun die Möglichkeit eines Zivildienstes offen, der nicht unter der Dienstaufsicht des Militärs steht.
Über 90 Zeugen Jehovas haben einen entsprechenden Antrag gestellt. Am 23. Oktober und 12. November 2013 hat die Zivildienstkommission des Landes die Anträge von 71 dieser jungen Männer geprüft und bewilligt. Wie die Kommission erklärte, wird sie auch die verbleibenden Antragsteller in Kürze anhören.

### Belgien
1933 verwies die Christlich-Soziale Regierung 20 ausländische Zeugen Jehovas des Landes. Im März 1940 wurden die Schriften der Zeugen Jehovas verboten, die belgischen Behörden behaupteten einen zersetzenden Einfluss auf die Armee. Unter deutscher Besatzung ab Mai 1940 war die Religionsgemeinschaft verboten. Wegen ihrer Tätigkeit für die Religionsgemeinschaft wurden neun belgische Zeugen Jehovas in Konzentrationslager gebracht, drei von ihnen kamen in den Lagern ums Leben. Seit 1945 gibt es an sich Religionsfreiheit, doch wurden unter Christlich-Sozialen Regierungen Ende der 1940er und Anfang der 1950er Jahre ausländische Missionare der Zeugen Jehovas in Belgien inhaftiert oder ausgewiesen. Wegen ihrer Wehrdienstverweigerung wurden viele Zeugen Jehovas in Belgien bis Anfang der 1990er Jahre zu Haftstrafen, meist von zwei Jahren, verurteilt. Dabei war ihnen in Gefängnissen das Lesen von Wachtturm-Schriften bis 1970 verboten. Per Verordnung war es von 1956 bis 1981 verboten, Wachtturm-Publikationen mit der belgischen Post zu versenden.

### Bulgarien
In der Stadt Burgas kam es zuletzt im April 2011 zu gewaltsamen Übergriffen gegen in einem Königreichssaal versammelte Zeugen Jehovas. Möglicherweise steht der Angriff in Verbindung zur nationalistischen und christlich-orthodoxen Partei IMRO – Bulgarische Nationale Bewegung. Dabei wurden die Übergriffe gefilmt und Videos veröffentlicht.

### Frankreich
1934/35 wurden etwa 280 polnischstämmige Zeugen Jehovas, die als Grubenarbeiter in Nordfrankreich lebten, wegen ihrer missionarischen Tätigkeit ausgewiesen. Von Oktober 1939 bis August 1947 war die Tätigkeit von Jehovas Zeugen in Frankreich generell verboten; die Zeitschrift Der Wachtturm war dann nochmals von 1952 bis 1975 verboten. 2011 urteilte der Europäische Gerichtshof für Menschenrechte, dass eine von den französischen Behörden 1998 erlassene 60%ige Besteuerung aller Spendeneinnahmen der Religionsgemeinschaft eine Verletzung der Religionsfreiheit darstellte. 2007 gab es 67 Fälle von Brandstiftung gegen Königreichssäle.

### Griechenland
1938 erließ Griechenland zum Schutz der griechisch-orthodoxen Kirche ein Gesetz gegen Proselytenmacherei. Auf der Grundlage dieses Gesetzes wurden bis 1992 knapp 20.000 Strafverfahren gegen Zeugen Jehovas eingeleitet und Haftstrafen in Gesamthöhe von 750 Jahren verhängt. Bis Anfang der 1990er Jahre wurden Anträge auf Errichtung von Königreichssälen üblicherweise nicht bewilligt; versammelten sich Zeugen Jehovas deshalb in Privatwohnungen, kam es immer wieder vor, dass die Polizei ihre Gottesdienste auflöste und die Besucher wegen illegalen Unterhalts von Anbetungsstätten vorübergehend inhaftierte.
1949 wurden zwei Zeugen Jehovas als Wehrdienstverweigerer hingerichtet. Drei weitere Zeugen Jehovas wurden um jene Zeit von Pöbelrotten, teils unter Beteiligung von Polizisten und Orthodoxen Geistlichen, gelyncht, weil sie sich aufgrund ihrer religiösen Überzeugung weigerten, sich zu bekreuzigen. Während der Militärdiktatur ab 1967 wurden viele Zeugen Jehovas als Wehrdienstverweigerer zu langjährigen Haftstrafen (bis zu 20 Jahre) verurteilt. In den Gefängnissen wurden viele durch Aufseher gefoltert, 1971 wurde so ein 20-jähriger Wehrdienstverweigerer getötet. Laut Amnesty International wurden allein von 1949 bis 1977 2.728 Zeugen Jehovas wegen Wehrdienstverweigerung zu insgesamt 10.050 Jahren Haft verurteilt.
Aufgrund von Interventionen der Orthodoxen Kirche war es Zeugen Jehovas jahrzehntelang nicht möglich, ihre Eheschließungen staatlich registrieren zu lassen. Ihre Kinder galten daher als illegitim, und Witwen wurden Renten und Erbschaften vorenthalten. Beerdigungen waren Zeugen Jehovas nur außerhalb der Friedhofsmauern erlaubt, da sie als antichristlich und antinational eingestuft wurden.
Viele Zeugen Jehovas verloren wegen ihres Glaubens ihren Arbeitsplatz. Noch 1989 wiederholte das Bildungsministerium frühere Anweisungen, wonach es Zeugen Jehovas wegen ihrer Religionszugehörigkeit ungeachtet ihrer sonstigen Qualifikationen generell nicht gestattet werde, als Lehrer an griechischen Schulen zu unterrichten. Erfolge beim Europäischen Gerichtshof für Menschenrechte sowie Interventionen eines UN-Sonderberichterstatters der Kommission für Menschenrechte haben die Situation für Jehovas Zeugen in Griechenland in den 1990er Jahren deutlich verbessert.

### Italien
Ab 1928 wurden die von den Zeugen Jehovas herausgegebenen Schriften im faschistischen Italien verboten. Katholische Geistliche forderten die Behörden immer wieder auf, gegen die „protestantische Propaganda“ der Zeugen Jehovas vorzugehen. In den 1930er Jahren gab es immer wieder Verhöre, Hausdurchsuchungen und Verhaftungen von Zeugen Jehovas; manche wurden ihrer Missionstätigkeit zu mehrmonatigen Gefängnisstrafen verurteilt oder verbannt. 1939 wurden etwa 90 % der damals lediglich 150 Zeugen Jehovas in Italien verhaftet; 26 von ihnen wurden zu mehrjährigen Haftstrafen verurteilt, manche in die Verbannung geschickt, beispielsweise auf die Insel Ventotene. Der Italiener Narciso Riet, der Schriften der Zeugen Jehovas ins Italienische übersetzte und vervielfältigte, wurde 1942 mehrere Monate inhaftiert; 1943 wurde er von der Gestapo verhaftet, wegen Wehrkraftzersetzung zum Tod verurteilt und ermordet. Seit dem Ende des Zweiten Weltkrieges sichert die italienische Verfassung zwar Religionsfreiheit zu, in der Praxis kam es jedoch noch bis in die 1960er Jahre häufig zu Verhaftungen von missionierenden Zeugen Jehovas, zur Störung ihrer Gottesdiensten durch katholische Aktivisten und mitunter auch zur behördlichen Auflösung von Gottesdiensten.

### Kanada
Während der beiden Weltkriege wurden Jehovas Zeugen in Kanada verfolgt, weil sie den Kriegsdienst verweigerten oder patriotische Bekundungen verweigerten. Anhänger sind damals in „Lagern“, auch in ganzen Familienverbänden, interniert worden.

### Niederlande
Während der Zeit der deutschen Besatzung im Zweiten Weltkrieg wurden etwa 500 niederländische Zeugen Jehovas inhaftiert, etwa 130 von ihnen wurden ermordet oder starben während der Haft oder in Lagern.

### Österreich
Nachdem Zeugen Jehovas in Österreich im Jahr 1978 und erneut im Jahre 1987 die staatliche Anerkennung als Religionsgemeinschaft beantragt hatten, wurde nach verschiedenen Verfahren vor Österreichs Höchstgerichten 1997 der Antrag auf Anerkennung abgewiesen, was vom österreichischen Verfassungsgerichtshof (VfGH) 1998 wegen „gravierender Verfahrensfehler“ und „willkürlichen Verhaltens“ des dafür zuständigen Bundesministeriums revidiert wurde. Wegen der jahrzehntelangen Praxis der Nichtanerkennung und der daraus folgenden Diskriminierung als religiöse Minderheit reichten 1998 die Zeugen Jehovas beim Europäischen Gerichtshof für Menschenrechte (EGMR) Beschwerde gegen den Staat Österreich ein.
Diese Beschwerde wurde vom EGMR im Jahre 2005 zugelassen und im Jahre 2008 fällte er das Urteil. Der EGMR stellte fest, dass der Staat Österreich das Recht auf ein faires Verfahren gemäß Art. 6, die Religionsfreiheit gemäß Art. 9 und das Diskriminierungsverbot gemäß Art. 14 der Konvention zum Schutze der Menschenrechte und Grundfreiheiten (EMRK) im Zuge des Anerkennungsverfahren verletzt habe. Begründet wurde das Urteil unter anderem damit, dass das Verhalten des österreichischen Staates z. B. durch die Verschleppung des Verfahrens einen Eingriff in das Grundrecht auf Glaubens-, Gewissens- und Religionsfreiheit bedeutet und die damit einhergehende ungerechtfertigte Benachteiligung von Zeugen Jehovas als diskriminierend einzustufen ist. Als erste Konsequenz musste Österreich 10.000 Euro Schadenersatz an die Zeugen Jehovas bezahlen und die Verfahrenskosten in Höhe von 42.000 Euro tragen.

### Sowjetunion
In der Operation Nord wurden Anfang April 1951 mit Billigung Josef Stalins 8 576 Zeugen aus 6 Sowjetrepubliken nach Sibirien verbannt.

### Türkei
Bis zum Jahr 1994 wurden Zeugen Jehovas in der Türkei für ihre religiöse Glaubenstätigkeit von staatlichen Stellen bestraft, die Verweigerung des Wehrdienstes zieht nach wie vor Bestrafung nach sich, da es in der Türkei kein Recht auf Kriegsdienstverweigerung gibt. So wurde z. B. ein Angehöriger der Zeugen Jehovas insgesamt neunmal wegen Verweigerung des Wehrdienstes durch türkische Gerichte verurteilt. Im September 2005 wurden zudem Zeugen Jehovas festgenommen, weil sie einen Gottesdienst abhielten.